# Cumbala Hill
Cumbala Hill (on trouve aussi l'orthographe Cumballa) est une colline et un quartier haut de gamme dans le sud de Mumbai flanqué par la mer à l'ouest, Altamount Road (en) à l'est, Malabar Hill au sud et Mahalaxmi (en) au nord. La colline a une altitude de 56 mètres.
Avec Malabar Hill à proximité, Cumbala Hill abrite le plus grand nombre de milliardaires de Mumbai ainsi que des résidences de personnalités, Antilia, la tour de 1,5 milliard de dollars du milliardaire Mukesh Ambani, ainsi que de nombreux bungalows datant du Raj britannique.
Il est également appelé Diplomat's Hill ou Ambassador's Row par les résidents car de nombreux consulats et hauts-commissariats y sont situés.
Il y a deux bornes datant de l'ère britannique, autrefois utilisées pour guider les voitures à cheval, dans la localité.
L'hôpital Cumballa Hill a été rouvert en 2019 après avoir fermé ses portes en 2017,.

## Étymologie
Selon Richard M. Eaton, le nom Cumbala Hill dérive probablement des Kambattas d'Éthiopie d'où les Habshis africains asservis ont été amenés en Inde à l'époque médiévale.

## Voir également
- Breach Candy